# ایگا تسمبرژینسکا
ایگا تسمبرژینسکا (لهستانی: Iga Cembrzyńska؛ زادهٔ ۲ ژوئیهٔ ۱۹۳۹) بازیگر، تهیه‌کننده فیلم، فیلم‌نامه‌نویس، کارگردان، خواننده و آهنگساز اهل لهستان است.
از فیلم‌های مشهور او می‌توان به یوویتا، تبر، دست‌نوشته ساراگوسا و قماری بالاتر از زندگی اشاره کرد.